# Bataille de Ceuta (1144)
Pour les articles homonymes, voir Bataille de Ceuta.
La bataille de Ceuta est menée en 1144, et oppose une flotte sicilo-normande à une flotte almoravide au large de Ceuta.
La flotte sicilo-normande comptant 150 navires se présente devant Ceuta. Aboul-Fadl Ayad ben Moussa, gouverneur de la ville, décide de sortir à leur rencontre, et mobilise tous les navires dont dispose Ceuta. La bataille navale provoque de nombreux tués de part et d'autre. Les Marocains finissent par repousser la flotte normande.

## Sources

### Sources bibliographiques
1. ↑  Picard 1997, p. 181

#### Francophone
- Christophe Picard, L'océan Atlantique musulman : de la conquête arabe à l'époque almohade : navigation et mise en valeur des côtes d'al-Andalus et du Maghreb occidental (Portugal-Espagne-Maroc), Maisonneuve & Larose, 1997, 618 p. (lire en ligne)